# Sacramento River Cats

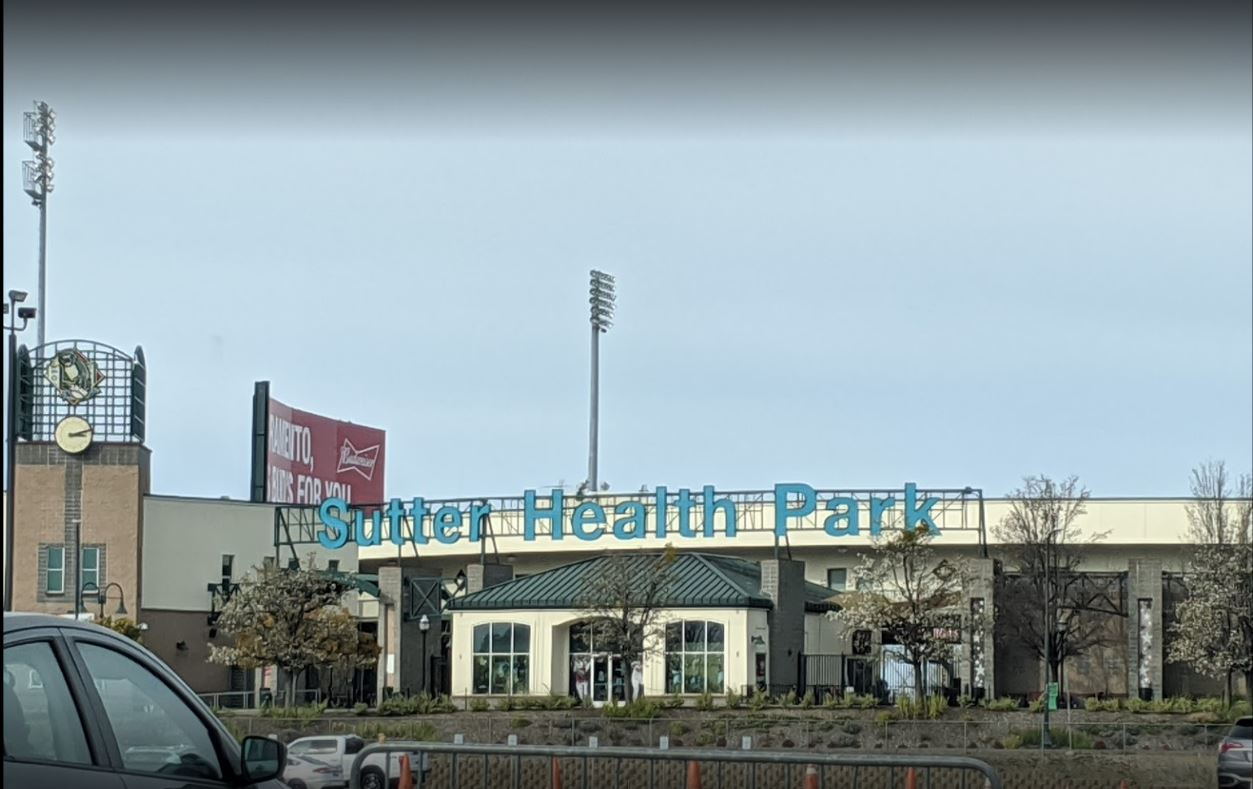
Der Sutter Health Park von außen

Die Sacramento River Cats (deutsch: Flusskatzen) sind ein Minor-League-Baseball-Franchise aus West Sacramento, Kalifornien. Sie spielen in der Triple-A-Liga und dienen dort seit 2015 als Farmteam der San Francisco Giants. Zuvor waren sie 15 Jahre lang das Triple-A-Farmteam der Oakland Athletics. Das im Jahr 2000 gegründete Franchise trägt seine Heimspiele im Sutter Health Park aus. 
Im Jahr 2016 listete Forbes die River Cats als wertvollstes Franchise der Minor Leagues. 

## Geschichte
Im Jahr 1999 erwarb eine Eigentümergruppe um den Unternehmer Art Savage das Franchise Vancouver Canadians und verlegte den Spielbetrieb nach West Sacramento. Zur Saison 2000 nahm das Franchise Sacramento River Cats erstmals am Spielbetrieb teil. Art Savage blieb bis zu seinem Tod 2009 Mehrheitseigner der River Cats. Danach übernahm seine Witwe, Susan Savage, seine Anteile.
Von 2000 bis 2011 nahmen die River Cats nahezu jedes Jahr an den Playoffs teil und gewannen dabei zwei Titel. Nach einer mehrjährigen Durststrecke erfolgte 2019 wieder eine Playoff-Teilnahme, bei der die River Cats sich ihre dritte Meisterschaft in der Triple A sichern konnten. 

## Erfolge bei den Triple-A-Playoffs
- Triple-A-Meister: 2007, 2008, 2019
- Pacific Coast League: 2003, 2004, 2007, 2008, 2019
- Pacific Conference: 2003, 2004, 2007, 2008, 2009, 2011, 2019
- Pacific Conference South: 2000, 2001, 2003, 2004, 2005, 2007, 2008, 2009, 2011, 2019